# Chika Yamamoto
Chika Yamamoto (山本千賀?, Yamamoto Chika; Osaka, 15 ottobre 1960) è un'ex cestista giapponese.

## Carriera
Con il Giappone ha disputato i Campionati del mondo del 1983.